# Sector esférico

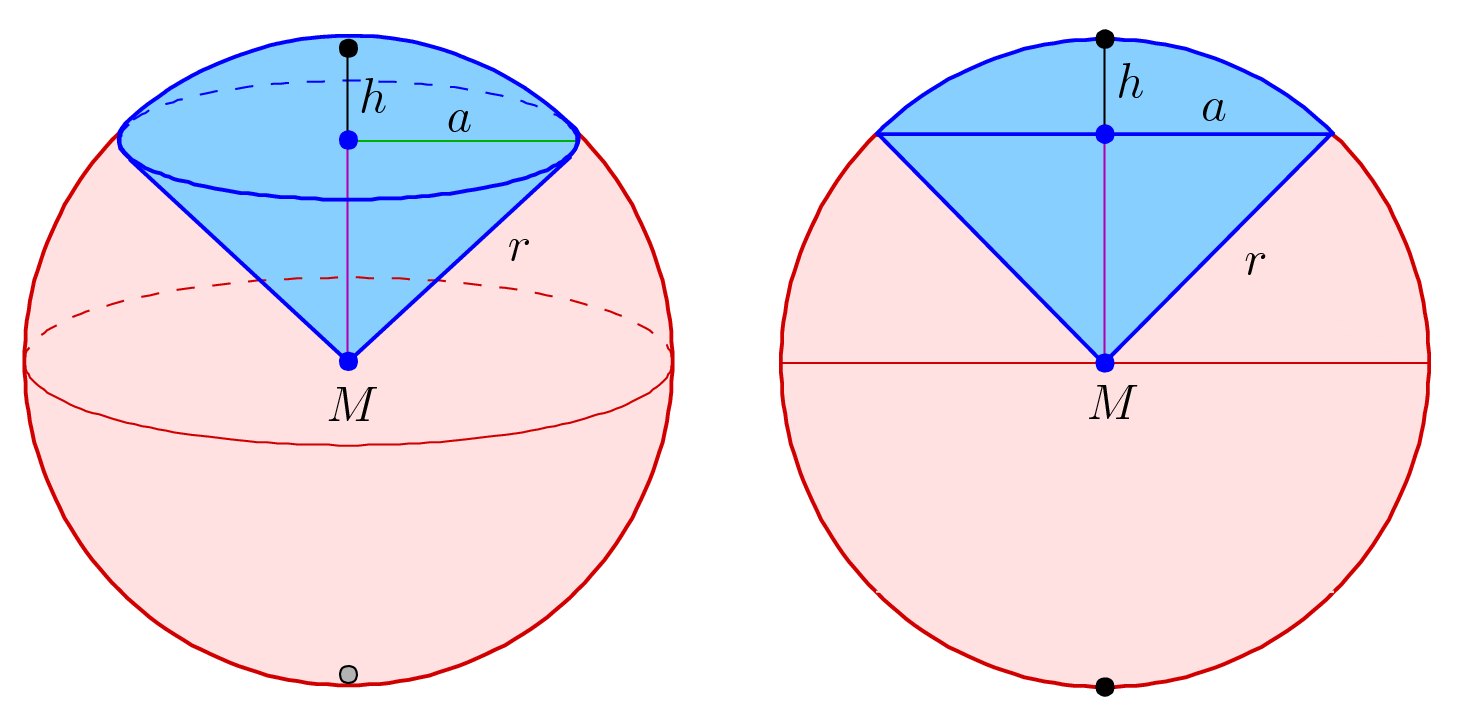
Sector esférico (color azul)

En geometría, un sector esférico, también conocido como cono esférico, es una porción de una esfera o de una bola definido por un límite cónico con un vértice en el centro de la esfera. Se puede describir como la unión de un casquete esférico y del cono con vértice en el centro de la esfera y base en el casquete. Es el análogo tridimensional del sector de un círculo.

## Volumen

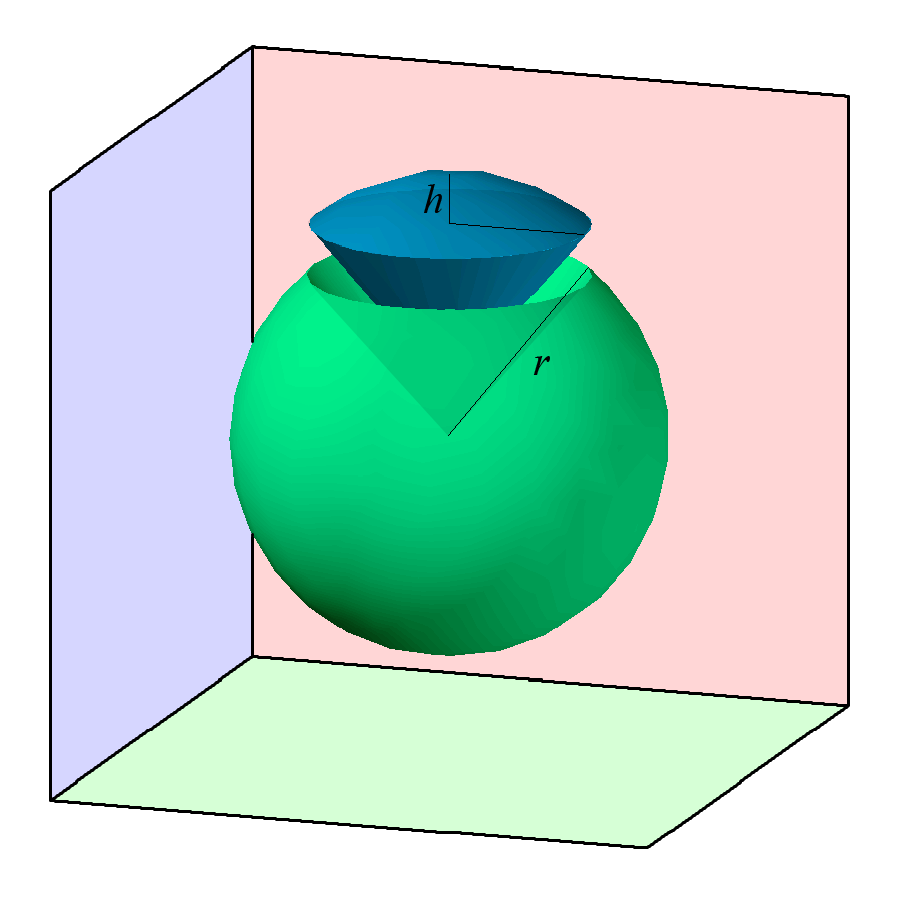
Representación tridimensional de un sector esférico

Si el radio de la esfera se denota por r y la altura del casquete por h, el volumen del sector esférico es
{\displaystyle V={\frac {2\pi r^{2}h}{3}}\,.}
Esto también se puede escribir como
{\displaystyle V={\frac {2\pi r^{3}}{3}}(1-\cos \varphi )\,,}
donde φ es la mitad del ángulo del cono, es decir, φ es el ángulo entre el borde de la base y la dirección hacia el centro de la base visto desde el centro de la esfera.
El volumen V del sector está relacionado con el área A de la base por:
{\displaystyle V={\frac {rA}{3}}\,.}

## Área
El área de la superficie curvada del sector esférico (en la superficie de la esfera, excluyendo la superficie del cono) es
{\displaystyle A=2\pi rh\,.}
Y también se puede expresar como
{\displaystyle A=\Omega r^{2}}
donde Ω es el ángulo sólido del sector esférico en estereoradianes, la unidad en el Sistema Internacional de ángulo sólido. Un estereorradián se define como el ángulo sólido subtendido por un área del casquete esférico abarcado por el cono de A= r2.

## Deducción
El volumen se puede calcular integrando el elemento de volumen
{\displaystyle dV=\rho ^{2}\sin \phi \,d\rho \,d\phi \,d\theta }
sobre el volumen del sector esférico,
{\displaystyle V=\int _{0}^{2\pi }\int _{0}^{\varphi }\int _{0}^{r}\rho ^{2}\sin \phi \,d\rho \,d\phi \,d\theta =\int _{0}^{2\pi }d\theta \int _{0}^{\varphi }\sin \phi \,d\phi \int _{0}^{r}\rho ^{2}d\rho ={\frac {2\pi r^{3}}{3}}(1-\cos \varphi )\,,}
donde las integrales se han separado, porque el integrando se puede separar en un producto de funciones, cada una con una variable auxiliar.
El área se puede calcular de manera similar integrando el elemento diferencial del área esférica
{\displaystyle dA=r^{2}\sin \phi \,d\phi \,d\theta }
sobre el sector esférico, dando
{\displaystyle A=\int _{0}^{2\pi }\int _{0}^{\varphi }r^{2}\sin \phi \,d\phi \,d\theta =r^{2}\int _{0}^{2\pi }d\theta \int _{0}^{\varphi }\sin \phi \,d\phi =2\pi r^{2}(1-\cos \varphi )\,,}
donde φ es la inclinación (o elevación) y θ es el acimut (recto). Obsérvese que r es una constante. Nuevamente, las integrales se pueden separar.